# Meezen
Meezen er en kommune og en by i det nordlige Tyskland, beliggende i Amt Mittelholstein i den sydlige del af Kreis Rendsborg-Egernførde. Kreis Rendsborg-Egernførde ligger i den centrale del af delstaten Slesvig-Holsten.

## Geografi
Meezen ligger omkring 29 km vest for Neumünster og 26 km syd for Rendsborg i Naturpark Aukrug. Nordvest for Meezen krydser Bundesstraße 77 fra Rendsborg mod Itzehoe, Bundesstraße 430 fra Neumünster mod Meldorf.
Kommunen ligger i et skovrigt område med mange småsøer.